# Sphaerosoma sturanyi
Sphaerosoma sturanyi is een keversoort uit de familie Alexiidae. De wetenschappelijke naam van de soort is voor het eerst geldig gepubliceerd in 1909 door Apfelbeck.